# Филетино
Филетѝно (на италиански: Filettino) е село и община в Централна Италия, провинция Фрозиноне, регион Лацио. Разположено е на 1063 m надморска височина. Населението на общината е 559 души (към 2010 г.).